# آندریاس نیلسون (بازیکن هندبال)
آندریاس نیلسون (انگلیسی: Andreas Nilsson؛ زادهٔ ۱۲ آوریل ۱۹۹۰) بازیکن هندبال اهل سوئد است.
از باشگاه‌هایی که در آن بازی کرده‌است می‌توان به اشاره کرد.